# 1200
1200 (MCC) byl přestupný rok, který dle juliánského kalendáře započal sobotou.

## Události
- Filip II. August zrušil na nátlak papeže svůj nelegitimní sňatek s Anežkou Meránskou a přijal zpět ke dvoru manželku Ingeborg Dánskou
- v Krušných horách zahájena těžba cínové rudy
- kanonizace Kunhuty Lucemburské

## Narození
Česko
- ? – Kunhuta Štaufská, česká královna, manželka Václava I. († 13. září 1248)

Svět
- 19. ledna – Dógen Zendži, japonský zenový mistr († 22. září 1253)
- 28. října – Ludvík IV. Durynský, durynský lantkrabě, saský falckrabě, říšský maršálek a účastník křížové výpravy († 11. září 1227)
- ? – Filip Hurepel, bratr francouzského krále Filipa Augusta († leden 1234)
- ? – Pierre de Montereau, stavitel působící v okolí Paříže († 17. března 1266)
- ? – Matthew Paris, anglický benediktinský mnich, kronikář, iluminátor a kartograf († 1259)
- ? – Ulrich von Liechtenstein, štýrský šlechtic a básník († 26. ledna 1275)
- ? – Guillaume de Lorris, středověký francouzský básník († 1238)
- ? – Hugolin z Gualdo Cattaneo, italský augustiniánský poustevník, blahoslavený († 1. ledna 1260)
- ? – Tomáš z Celana, italský řeholník, básník a spisovatel († 1265)
- ? – Eusebius z Ostřihomi, uherský kněz, blahoslavený († 20. ledna 1270)

## Úmrtí
Česko
- 8. dubna – Vojtěch III. Salcburský, třetí syn českého krále Vladislava II., salcburský arcibiskup (* 1145)
- ? – Svatopluk Jemnický, kníže brněnského (respektive jemnického) údělu (* ?)

Svět
- 23. dubna – Ču Si, čínský filosof, představitel neokonfuciánské školy, završitel neokonfuciánské scholastiky (* 1130)
- 17. září – Kuang-cung, čínský císař říše Sung (* 30. září 1147)

## Hlavy států

### Evropa

#### Na území dnešní ČR
- České království – Přemysl Otakar I.
- Moravské markrabství – Vladislav Jindřich
- Vratislavské knížectví – Boleslav I. Vysoký

#### Ostatní
- Anglické království – Jan Bezzemek
- Skotské království – Vilém I. Skotský
- Svatá říše římská – Ota IV. Brunšvický, po jeho smrti Filip Švábský
- Papežský stát – Inocenc III.
- Francouzské království – Filip II. August
- Uherské království – Emerich Uherský
- Sicilské království – Fridrich I. Štaufský
- Kastilské království – Alfonso VIII. Kastilský
- Polské knížectví – Měšek III. Starý
- Rakouské vévodství – Leopold VI. Babenberský
- Druhá Bulharská říše – Kalojan
- Bosenský banát – Emerich Uherský

### Blízký východ a Severní Afrika
- Byzantská říše – Alexios III. Angelos
- Rúmský sultanát – Sulejman II. Rúmský

### Dálný východ a Asie
- Chórezmská říše – Aláuddín Tekiš, po jeho smrti Aláuddín Muhammad
- Nizárijsko-ismáílitský stát – Muhammad II. Alamut
- Čínské císařství – Dynastie Jižní Sung
- Japonské císařství – Cučimikado